# Im
Im (stnord. Imr) je u nordijskoj mitologiji div, sin mudrog diva Vaftrudnira. 